# Jørn Lier Horst
Jørn Lier Horst (født 27. februar 1970 i Bamble) er en af Norges mest erfarne politiefterforskere, men betragtes desuden som en af landets førende krimiforfattere. Hans krimier om efterforskeren William Wisting giver et detaljeret og autentisk indblik i, hvordan hårde kriminalsager efterforskes, samt hvordan det påvirker de involverede, privat såvel som professionelt. Bøgerne tegner et enkelt og præcist billede af det moderne nordiske samfund og retter bl.a. pistolen mod social uretfærdighed.

## Udmærkelser
- Bokhandlerprisen 2011 for romanen Vinterstengt
- Rivertonprisen 2012 for romanen Jagthundene
- Glasnøglen 2013 för romanen Jagthundene
- The Martin Beck Award 2014 for romanen Jagthundene
- The Petrona Award for Best Scandinavian Crime Novel of the Year in 2016 for romanen Hulemanden
- Nordic Noir Thriller of the Year Award 2018 for romanen Bundfald
- The Petrona Award for Best Scandinavian Crime Novel of the Year in 2019 for romanen Katharina-koden